# Stephanie Romanov
Stephanie Romanov (Las Vegas, 24 gennaio 1969) è un'attrice statunitense, nota per aver interpretato Monique Duren nella serie televisiva Models, Inc. e Lilah Morgan in Angel.

## Biografia
Stephanie Romanov ha iniziato a fare la modella per l'agenzia Élite a 15 anni. È apparsa in Harper's Bazaar, Elle, Vanity Fair e nell'edizione francese di Vogue.

## Vita privata
Il 26 dicembre 2001 si è sposata con Nick Wechsler, da cui, il 1º giugno 2005, ha avuto una figlia, Lily Andreja Romanov-Wechsler.

## Filmografia parziale

### Cinema
- Spia e lascia spiare (Spy Hard), regia di Rick Friedberg (1996)
- Alexandria Hotel, regia di Andrea Barzini e James Merendino (1998)
- Thirteen Days, regia di Roger Donaldson (2000)
- Sunset Strip, regia di Adam Collis (2000)
- The Final Cut, regia di Omar Naim (2004)

### Televisione
- Melrose Place – serie TV, episodi 2x30 - 2x31 (1994)
- Models, Inc. – serie TV, 29 episodi (1994-1995)
- La legge di Burke (Burke's Law) – serie TV, episodio 2x14 (1995)
- Homicide (Homicide: Life on the Street) – serie TV, episodi 4x01 - 4x02 (1995)
- Sentinel (The Sentinel) – serie TV, episodio 3x05 (1997)
- Ultime dal cielo (Early Edition) – serie TV, episodio 2x07 (1997)
- Angel – serie TV, 36 episodi (2000-2003)